# Fédération internationale de futsal
La Fédération internationale de futsal (FIFUSA), fondée en 1971 et dissoute en 1990, est une fédération sportive internationale du futsal.
Elle est créée par les Associations nationales de sept pays, pour gouverner internationalement la pratique du Fútbol de Salón (en espagnol) ou Futebol de Salão (en portugais).

## Histoire

### Création et structuration (années 1970)
Le 25 juillet 1971 à São Paulo, la Confédération sud-américaine de football de salon et la Confédération brésilienne des sports constituent la Federação Internacional de FUtebol de SAlão (FIFUSA). Son siège est fixé à Rio de Janeiro. Celle-ci est fondée par sept pays, dont six sud-américains — l'Uruguay, le Brésil, l'Argentine, le Paraguay, la Bolivie, le Pérou — et le Portugal, sous le parrainage de la puissante Confédération brésilienne des sports (CBS) et son président, João Havelange, qui devient le premier de la FIFUSA (1971-1973) jusqu'à son élection à la tête de la FIFA. L'objet de la FIFUSA est de diffuser, promouvoir et gouverner internationalement et démocratiquement le sport alors appelé « football de salle/salon ».
Le Brésilien João Havelange, absent au Congrès de création est choisi comme premier président du conseil exécutif de la FIFUSA. Mais, de 1971 à 1974, la FIFUSA est essentiellement dirigée par le Secrétaire général brésilien M. Luiz Gonzaga de Oliveira Fernandes, Havelange se consacrant plus spécialement, à partir de 1973, à préparer son élection à la tête de la FIFA.

### Développement (1980-1982)
En juillet 1980, le brésilien Januário d'Alesio Neto, président du SE Palmeiras, est élu à la tête de la FIFUSA. Sous son influence, celle-ci s'exporte à l'international. D'Alesio Neto ouvre la FIFUSA à l'international dans les années 1980, avec la création de compétitions importantes comme le Championnat panaméricain en 1980 puis le premier Championnat du monde en 1982.
Le Championnat panaméricain 1980 est joué au Mexique. Les équipes participantes  sont celles d'Argentine, du Brésil, de Bolivie, des États-Unis, du Mexique, du Paraguay et de l'Uruguay. Le tournoi est remporté par l'équipe brésilienne.
Deux ans plus tard, a lieu le championnat du monde. Avec la participation de onze pays (Brésil, Uruguay, Tchécoslovaquie, Argentine, Costa Rica, Paraguay, Colombie, Italie, Pays-Bas et Japon). La compétition a lieu au gymnase Ibirapuera à São Paulo et l'équipe brésilienne gagne à nouveau.

### Pression de la FIFA (1983-1989)
Le succès du premier Championnat du monde attire l'attention de la FIFA, qui souhaite prendre le contrôle du futsal. En plus de menacer de créer sa propre Coupe du monde, avec ses règles (pratiquées principalement en Europe), la FIFA crée des difficultés pour les compétitions sponsorisées par la FIFUSA et interdit l'utilisation du mot « football » par d'autres entités.
Les membres de la FIFUSA déposent et enregistrent alors le nom « futsal » le 9 juin 1983 à Madrid. Les représentants des associations nationales membres de la FIFUSA décident d'inscrire le terme « futsal » dans les statuts de la Fédération au Congrès de Madrid en marge du second Championnat du Monde FIFUSA. À deux semaines de l'organisation de ce deuxième Mondial de futsal, Madrid retire les subventions promises et met en danger l'existence même de la FIFUSA. Une entente à propos de l'attribution des JO 1992 entre Havelange et Juan Antonio Samaranch, président du CIO, expliquerait ce revirement,.
Entre 1988 et 1989, la FIFA tente de créer son propre « football en salle », avec un succès relatif. Une Commission chargée d'étudier le problème propose la dissolution de la FIFUSA et le transfert de la gouvernance du futsal sous l'autorité de la FIFA. Elle propose aux dirigeants et aux clubs de la Fédération de futsal de fusionner le « Football en salle » (de la FIFA) avec le futsal (de la FIFUSA). Le but est de créer un hybride, le « futsal FIFA », et d'intégrer une sous-commission dépendante et placée sous l'autorité du Comité exécutif de la FIFA.
Durant l'année 1989, les membres de la FIFA et de la FIFUSA se rencontrent à trois reprises à Zurich pour discuter et négocier l'intégration du futsal au sein de la FIFA. Le projet est refusé au suffrage de l'Assemblée extraordinaire de la FIFUSA, tenue le 23 septembre 1989 à Madrid, par 12 voix contre, 5 voix pour et 2 abstentions. En 1990, sous les recommandations de la FIFA, les fédérations de futsal du Brésil, des États-Unis et du Canada rejoigne la fédération de football et la Commission futsal FIFA. Le FIFUSA est dissoute à la suite de problèmes économiques. Le continent sud-américain et le reste des fédérations forment alors la Confédération panaméricaine de futsal (CPFS ou PANAFUTSAL).
À partir de 1990, il existe donc deux formes de futsal distinctes (FIFA et FIFUSA), avec des règles du jeu légèrement différentes et gouvernées par deux organisations internationales dont les objectifs et les modalités de fonctionnement sont différentes et éloignées.

### FIFUSA gérée par la PANAFUTSAL (1991-2002)
La PANAFUTSAL organise les quatre championnats du monde suivant au nom de la FIFUSA (Italie 1991, Argentine 1995, Mexique 1997, Bolivie 2000).
La PANAFUTSAL signe en 2000 une lettre d'intention avec la FIFA pour y adhérer. Cet accord implique que la FIFUSA devienne un département de la FIFA, cette dernière prenant la gestion du futsal. Cependant, le partenariat n'est pas respecté et chaque entité suit son cours.
En décembre 2002, les membres de la PANAFUTSAL (CPFS), qui constituent la totalité des dernières associations membres de la FIFUSA, décident de conserver l'indépendance et l'autonomie indispensable à la défense du modèle sportif original et l'identité culturelle et sociale du futsal, en créant l'Association mondiale de futsal (AMF). Par héritage des droits historiques acquis par la FIFUSA depuis 1971, l'AMF poursuit le palmarès sportif et le modèle traditionnel du futsal authentique.
Le 16 mai 2003, le président de la commission de gestion de la fifusa, Valeriy Akhumian, demande par courrier officiel le transfert  de toutes les attributions de la fifusa à l'Association mondiale de futsal, définissant lui-même l'AMF comme le "successeur absolu de la FIFUSA".

### Renaissance (depuis 2015)
Durant l'année 2015, après une décennie en sommeil, la FIFUSA reprend vie et se présente comme la Fédération internationale de « microfutsal » 3x3 et 4x4 (se jouant par équipe de trois ou quatre joueurs). Elle en organise les compétitions européennes avec l'Union européenne de futsal (EUFs).
En 2017, l'exclusion de l'EUFs par l'AMF offre un partenaire à la FIFUSA pour se relancer dans le futsal. Ainsi, les deux entités co-organisent le 6e championnat du monde des clubs de futsal début novembre.

## Identité visuelle

Logo international
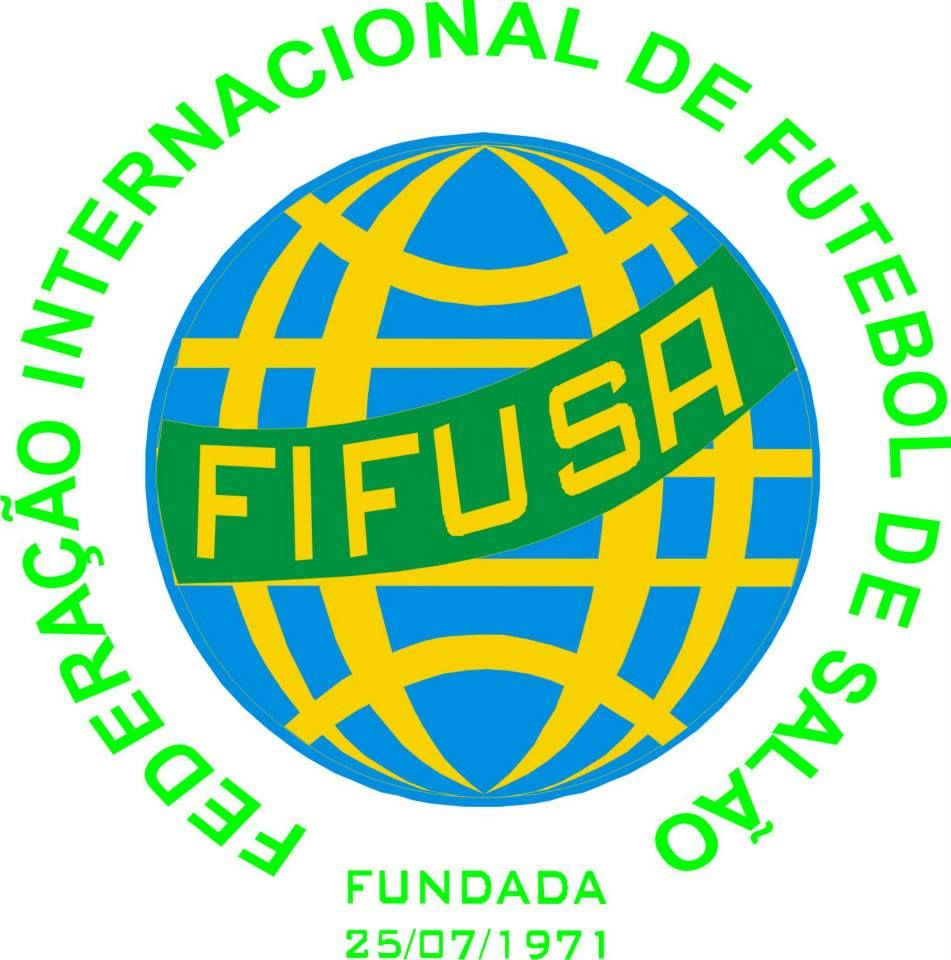
Version Amérique du Sud (1971-1990)
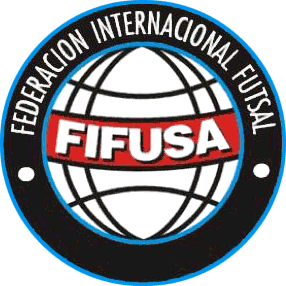
Autre version (1971-1990)
Logo actuel

## Organisation

### Les présidents de la FIFUSA
- 1971-1974 : João Havelange (Brésil) est le premier président élu en 1971. Mais de 1971 à 1974, la FIFUSA a été essentiellement dirigée par le Secrétaire général M. Luiz Gonzaga de Oliveira Fernandes, puisque João Havelange s'est consacré plus spécialement, à partir de 1973, à préparer son élection à la tête de la FIFA, dont il fut le président de 1974 à 1998.

- 1975-1979 : M. Wladir Nogueria Cardoso (Brésil). Il fut nommé et placé par João Havelange après son départ, pour maintenir le contrôle du Brésil sur la FIFUSA. Sous sa présidence aucune importante compétition internationale n'a été promue de nature à favoriser l’expansion du Futebol de Salão.

- 1980-1989 : M. Januário d'Alesio Neto[note 4] (Brésil). Avec son arrivée et grâce à son travail, la nouvelle Assemblée Directive a permis à la FIFUSA d’atteindre son apogée et de donner une dimension universelle au futsal. C'est aussi sous sa présidence, en 1985, que le terme futsal (FUT-SAL) a été inscrit dans les statuts de la FIFUSA.

- 1989-2003 : M. Antonio Alberca (Espagne). Avocat du barreau espagnol, à l'origine, avec M. Teodosio Carbonell, de la création de la Federación Española de Fútbol Sala (FEFS) réunissant 58 clubs de futsal.

### Confédérations affiliées à FIFUSA
À la suite de la création de l'Association mondiale du futsal, trois confédérations continentales sont membres de la FIFUSA en février 2018 : Union européenne de futsal (UEFS), Association asiatique de futsal (KAFUSA), l'Union latin américain de futsal (ULAFS),CONCACFUTSALA the Confederation of North, Central America and the Caribbean Islands et the North American Futsal Federation USA.

## Compétitions organisées
La FIFUSA organise les trois premiers Championnats du monde. Les quatre suivants sont gérés par la Confédération panaméricaine de futsal (PANAFUTSAL), au nom de la FIFUSA. Le palmarès des Championnats du monde de futsal continue, après l'an 2000, sous l'égide de l'Association mondiale de futsal - AMF.
La Coupe intercontinentale rassemble les meilleures clubs du monde. La FIFUSA commence la compétition en 1997 et l'organise jusqu'en 2001, avant que la FIFA ne reprenne le concept en 2004.